# Lexicon Recentis Latinitatis
El Léxico Recentis Latinitatis es un diccionario de neolatín publicado por la Fundación Latinitas, 
con sede en el Vaticano. El libro es un intento de actualizar la lengua latina con una definición de neologismos en latín.